# Geschichte des Wahlrechts in Deutschland

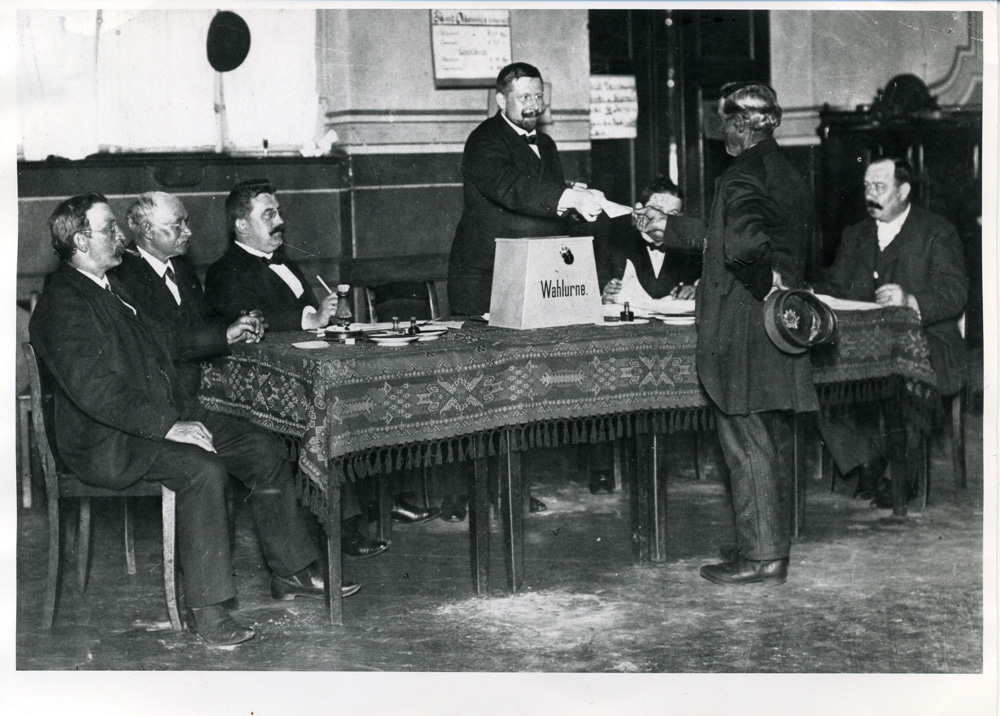
Wahllokal in Berlin, 1912

Die Geschichte des Wahlrechts in Deutschland umfasst die ersten deutschen Einzelstaaten mit Repräsentativverfassungen im 19. Jahrhundert. Bis 1918 hatten fast alle Gliedstaaten des Deutschen Reichs eine Volksvertretung, die jedoch in der Regel nicht nach allgemeinen und gleichen Wahlen zustande kam. Allgemein und gleich waren aber 1848 und dann wieder ab 1867 die Wahlen auf nationaler Ebene. Gewählt wurde im Norddeutschen Bund und im Kaiserreich im Einerwahlkreis mit absoluter Mehrheitsregel. Erreichte in einem Wahlkreis kein Kandidat die absolute Mehrheit, so kam es zu einer Stichwahl in diesem Wahlkreis zwischen den beiden bestplatzierten Kandidaten.
Die Novemberrevolution 1918 leitete dann eine Epoche mit einem modernen Wahlrecht ein, seitdem auch für Frauen, bis die Nationalsozialisten 1933 die freien Wahlen abschafften. Auch in der DDR waren die Wahlen nicht frei; trotz unterschiedlicher Parteien auf dem Wahlzettel entschied dort letztlich die kommunistische SED, welche Kandidaten auf der Einheitsliste standen. In der Bundesrepublik seit 1949 und im vereinten Deutschland seit 1990 wählt man nach einem Verhältniswahlrecht mit Sperrklausel für kleine Parteien und Elementen der Mehrheitswahlrecht (sogenannte personalisierte Verhältniswahl).

## Anfänge und Entwicklungen bis 1866
Die Geschichte des Wahlrechts beginnt mit den ersten Repräsentativverfassungen in deutschen Staaten kurz nach 1800, also Verfassungen mit einer Volksvertretung. Die Bundesakte sah 1815 für jeden Gliedstaat des Deutschen Bundes eine landständische Verfassung vor, doch viele Staaten ließen sich damit lange Zeit. In manchen gab es eine althergebrachte Verfassung mit einer ständischen Vertretung.

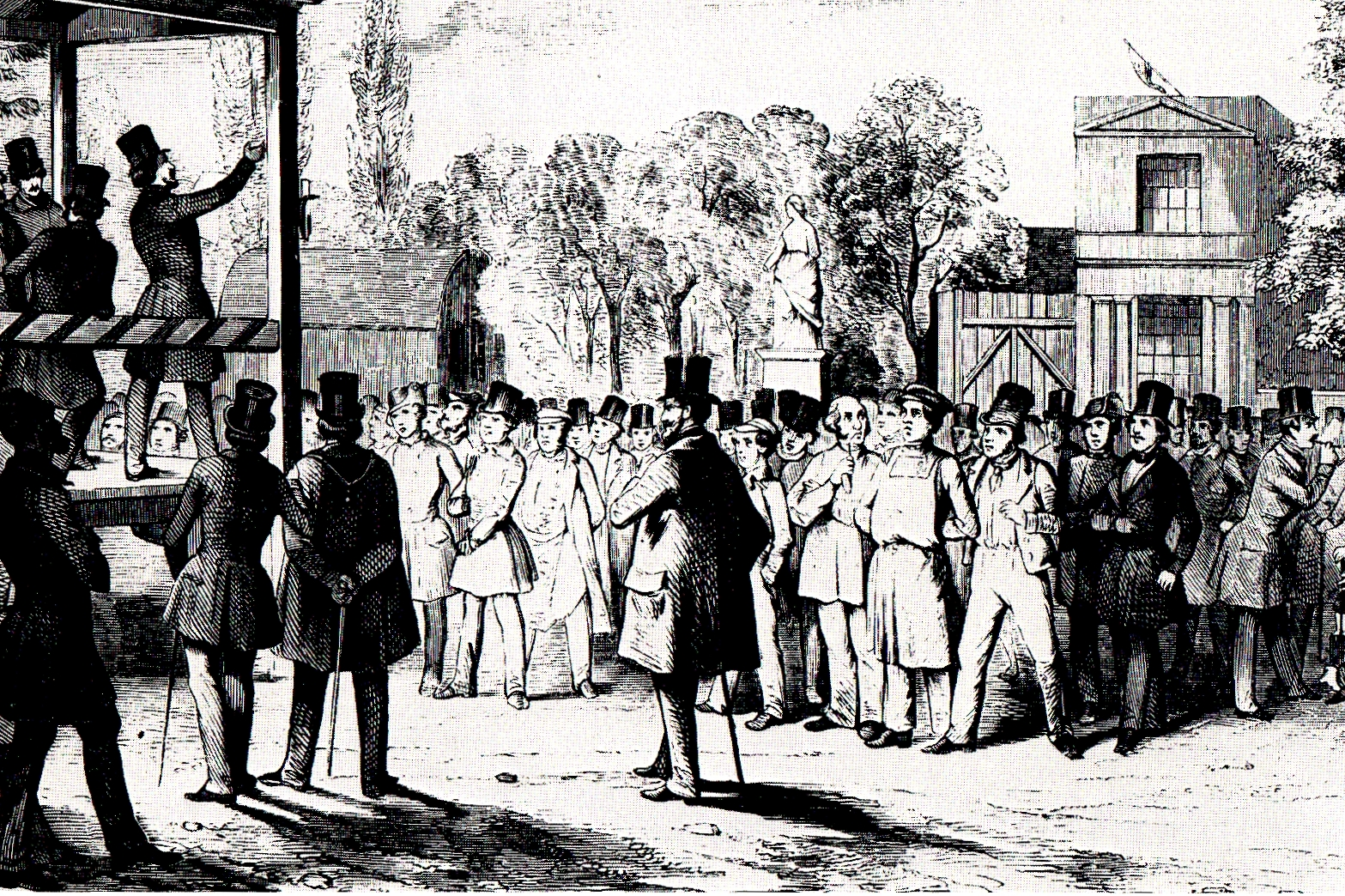
Politische Versammlung in Berlin, 1848

Bayern, Württemberg, Baden und Hessen-Darmstadt waren nach 1815 die ersten Staaten mit Repräsentativverfassung. Wählen durften in der Regel nur reiche Männer, beispielsweise jene, die einen bestimmten Steuersatz zahlten. Hinzu kamen ständische Elemente wie Ritterschaften, Großgrundbesitzer oder Berufsvertretungen, die Vertreter in die Parlamente entsenden durften. Der Kreis der Staaten mit Repräsentativverfassungen vergrößerte sich langsam, vor allem nach den Revolutionen in Frankreich 1830 und 1848, die großen Einfluss auf Deutschland hatten.
Das Jahr 1848 mit der Märzrevolution brachte einen liberaldemokratischen Schwung mit sich, der nicht nur in vielen Gliedstaaten des Deutschen Bundes zu neuen Verfassungen oder Wahlgesetzen führte. Im April und Mai 1848 gab es die ersten Wahlen auf gesamtdeutscher Ebene, zur Frankfurter Nationalversammlung. Diese Versammlung entwarf eine gesamtdeutsche Verfassung und ein Wahlgesetz für allgemeine und gleiche Wahlen. Die mächtigsten deutschen Fürsten nahmen die Verfassung allerdings nicht an.

## Norddeutscher Bund und Kaiserreich

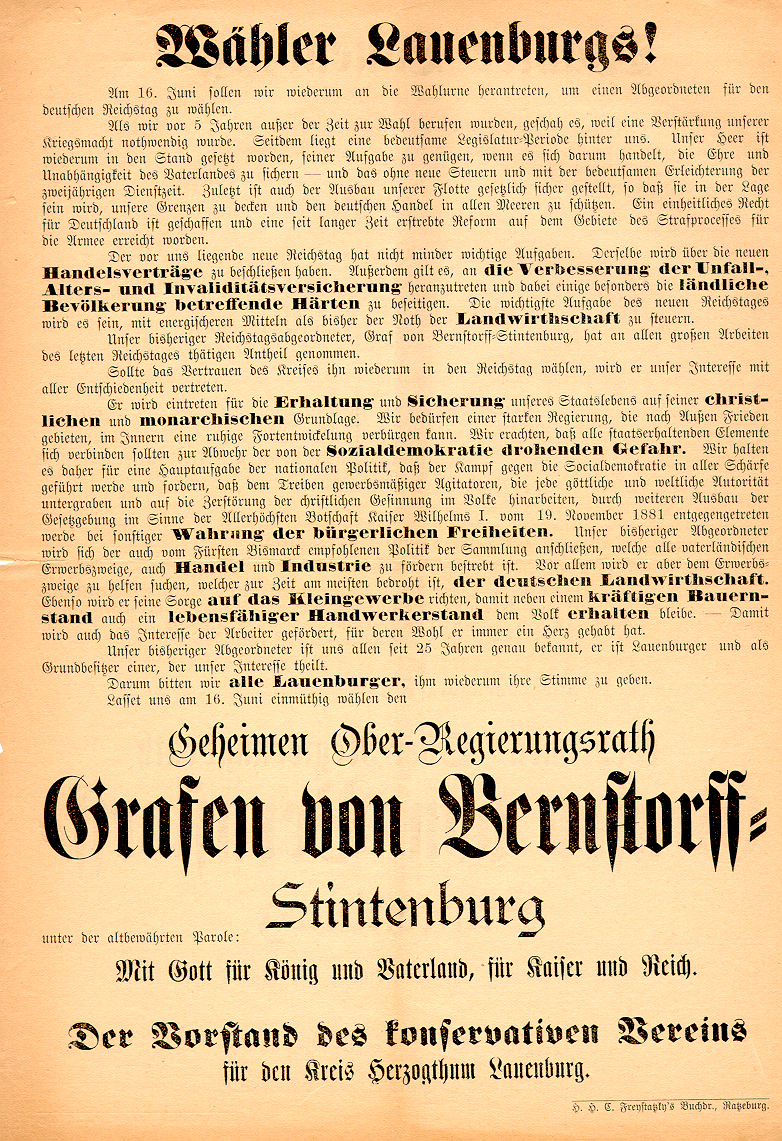
Wahlwerbezettel für einen konservativen Kandidaten, Lauenburg 1903

Die Nationalbewegung und auch Preußen beriefen sich in den 1860er-Jahren wiederholt auf die Frankfurter Entwürfe, als wieder Bewegung in die deutsche Frage kam. Nach dem Deutschen Krieg 1866 gründete Preußen mit seinen norddeutschen Verbündeten den ersten deutschen Nationalstaat, den Norddeutschen Bund. Dessen Reichstag wurde nach allgemeinem und gleichen Wahlrecht anhand Frankfurter Vorbild gewählt. Der Reichstag und der Bundesrat, der aus Vertretern der Gliedstaaten bestand, entschieden gemeinsam über Gesetze. Das norddeutsche Wahlgesetz von 1869 galt dann später weiterhin im Deutschen Reich (1871–1918).
Wählen durften Männer über 25 Jahren, sofern sie nicht etwa durch Entmündigung vom Wählen ausgeschlossen waren. Jeder wählte in dem Wahlkreis, in dem er wohnte, mit einer Stimme für einen Direktkandidaten. Erhielt kein Kandidat die absolute Mehrheit, so kam es ein oder zwei Wochen später zu einer Stichwahl zwischen den beiden Kandidaten, die am meisten beziehungsweise am zweitmeisten Stimmen erhalten hatten. Der Sieger der Wahl wurde dann der Reichstagsabgeordnete für jenen Wahlkreis. Die Wahl sollte geheim sein, doch durch vielfältige Tricks konnten Wahlorganisatoren und Vertreter von Parteien teilweise erfahren, wie jemand gewählt hatte. Im Vergleich mit den meisten anderen Ländern der Welt konnte man jedoch von einer fortschrittlichen, demokratischen Wahl sprechen.
In den deutschen Gliedstaaten Nord- und Mitteldeutschlands blieb allerdings ungleiches Wahlrecht in Kraft, zum Beispiel das Dreiklassenwahlrecht in Preußen oder ein Pluralwahlrecht (in dem manche Wähler mehrere Stimmen haben) in anderen Einzelstaaten. Die süddeutschen Staaten kannten hingegen in den Jahren vor dem Ersten Weltkrieg für ihre Zweiten Kammern das allgemeine und gleiche Wahlrecht. Das ebenfalls allgemeine und gleiche Reichstagswahlrecht hatte zwar großen Einfluss auf die Diskussion in den Einzelstaaten, jedoch lehnten Reichstag und Bundesrat es ab, Grundzüge des Wahlrechts über die Verfassung den Einzelstaaten vorzuschreiben.

## Weimarer Republik

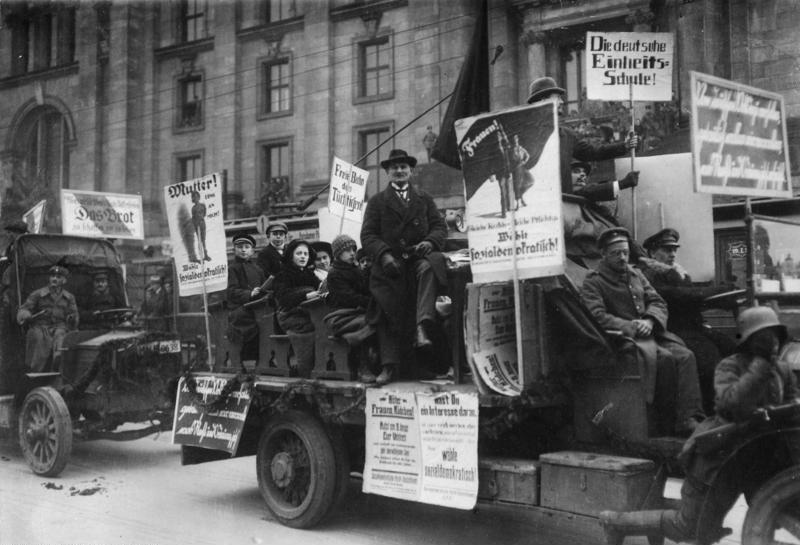
SPD-Werbung für die Wahl zur Nationalversammlung, Januar 1919

Die von den Sozialdemokraten geführte Novemberrevolution 1918 brachte Deutschland das Verhältniswahlrecht und das Frauenwahlrecht. Zusammen mit den Grundsätzen der allgemeinen, gleichen, direkten und geheimen Wahl schrieb die Weimarer Verfassung von 1919 dies auch den Gliedstaaten vor. Die neue Verfassung führte in Deutschland auch erstmals Volksentscheide ein. Ferner wurde nun das Staatsoberhaupt direkt gewählt, der Reichspräsident. Das Wahlalter wurde von 25 auf 20 Jahre gesenkt.
Das Verhältniswahlrecht für den Reichstag funktionierte nach der automatischen Methode, das heißt, eine Partei erhielt pro sechzigtausend Stimmen einen Reichstagssitz. Da es bestimmte Regeln für die Reststimmenverwertung auf verschiedenen Ebenen gab, war das System relativ kompliziert, und es gab einen durchaus nennenswerten Unterschied von Stimmenanteil und Sitzanteil gerade bei kleinen Parteien. Die automatische Methode führte dazu, dass die Größe des Reichstags von der Wahlbeteiligung abhing.

## Nationalsozialismus
Die Nationalsozialisten verhinderten ab 1933 zunehmend freie Wahlen: Die Gliedstaatenebene wurde mit der Reichsebene gleichgeschaltet, und das Amt des Reichspräsidenten de facto abgeschafft. Trotzdem wurde auch im Nationalsozialismus der Reichstag gewählt, in dem seit Verbot der übrigen Parteien im Juli 1933 nur noch Nationalsozialisten saßen. Außerdem organisierten die Nationalsozialisten Volksabstimmungen. Der Sinn von Wahlen und Abstimmungen in der Diktatur bestand darin, das Volk zu mobilisieren und zu politisieren sowie die angebliche Unterstützung des Volkes für die Diktatur zu demonstrieren. Wahlen dienten nicht mehr dazu, Parteien und Politiker auszuwählen.
Im Nationalsozialismus wurden Frauen wieder vom passiven Wahlrecht ausgeschlossen. 1935 verloren Menschen, die von den Nationalsozialisten als „rassisch jüdisch“ eingeordnet wurden, ihr Wahlrecht durch die Nürnberger Gesetze. Zwar hatte das Wahlrecht sowieso seine Bedeutung als demokratisches Machtmittel verloren, doch das Wahlverbot betonte den Ausschluss der Juden aus der nationalen Gemeinschaft.

## Deutsche Demokratische Republik
Im September und Oktober 1946 fanden in der Sowjetischen Besatzungszone (SBZ) Wahlen zu den Land- und
Kreistagen statt. Erstmalig wurden außer den Blockparteien auch Massenorganisationen zur Wahl zugelassen, die aufgrund der Wahlordnung für die Landtags- und Kreistagswahlen in der sowjetischen Besatzungszone Deutschlands vom  11. September 1946 eigene Wahlvorschläge einreichen konnten. Die Wahlberechtigten konnten durch ein auf dem Stimmzettel zu setzendes Kreuz oder in sonstiger Weise kenntlich machen, welchem Wahlvorschlag sie ihre Stimme geben wollten. Die Wahlen zu den Landtagen und Kreistagen waren unmittelbar und geheim. Sie erfolgten nach den Grundsätzen des Verhältniswahlrechtes. Der restriktive Umgang bei der Zulassung von Parteien zur Kreistagswahl durch die Sowjetische Militäradministration in Deutschland wurde durch die Wähler vor allem mit ungültigen Stimmzetteln beantwortet.
Seit 1950 waren die Wahlen zur Volkskammer, zu den Landtagen, Kreistagen und Gemeindevertretungen in der DDR gesetzlich geregelt. Nach Auflösung der Länder gab es seit dem Jahr 1954 Bezirkstagswahlen.
Bereits nach Art. 51 der ersten Verfassung der DDR von 1949 wurden die Abgeordneten der Volkskammer zwar in allgemeiner, gleicher, unmittelbarer und geheimer, nicht aber in freier Wahl gewählt. Anders als nach den Wahlgrundsätzen in Art. 38 GG war daher nicht vorgesehen, dass die Wähler ihren wirklichen Willen unverfälscht zum Ausdruck bringen, vor allem ihr Wahlrecht ohne Zwang oder sonstige unzulässige Beeinflussung von außen ausüben und gegebenenfalls auch nicht wählen konnten. Nach Art. 3 der Verfassung von 1949 hatte jeder Bürger das Recht und die Pflicht zur Mitgestaltung in seiner Gemeinde, seinem Kreise, seinem Lande und in der Deutschen Demokratischen Republik. Das Mitbestimmungsrecht der Bürger wurde unter anderem wahrgenommen durch die Ausübung des aktiven und passiven Wahlrechts. Noch vor Gründung der DDR hatten die ehemaligen KPD-Politiker Gerhart Eisler und Walter Ulbricht jedoch klargestellt: „Wenn wir eine Regierung gründen, geben wir sie niemals wieder auf, weder durch Wahlen noch andere Methoden.“ Damit hatte sich die SED von vornherein für die faktische Einparteienherrschaft entschieden.
Die der Wahlkommission der Nationalen Front vom Demokratischen Block der Parteien und Massenorganisationen vorgeschlagenen Bürger wurden auf Wählervertreterkonferenzen den Wählern der einzelnen Wahlkreise vorgestellt. Bei der Wahl selbst konnte nicht unter verschiedenen Kandidaten ausgewählt, sondern seit der Volkskammerwahl 1950 allenfalls die Einheitsliste durch Streichung von Personen geändert werden. Dies wurde jedoch bei der Auszählung nur dann als ungültige Stimme gewertet, wenn alle Kandidaten einzeln oder durch ein Kreuz quer über den gesamten Stimmzettel gestrichen worden waren. Die Benutzung der Wahlkabine machte einen Wähler verdächtig. In der Folge konnte er Schikanen seitens des Staates ausgesetzt sein. Die Wahlhandlung bestand darin, den unmarkierten Stimmzettel in die Wahlurne einzustecken.
Nach dem Wahlgesetz von 1950 wurde die Sitzverteilung nach dem Verhältnis der Stimmen ermittelt, 1963 wurde die Verhältniswahl durch eine Zustimmungswahl ersetzt. Versuchte und vollendete Wahlfälschung wurden gem. § 211 des Strafgesetzbuchs der DDR von 1968 mit Freiheitsstrafe bis zu drei Jahren bestraft.

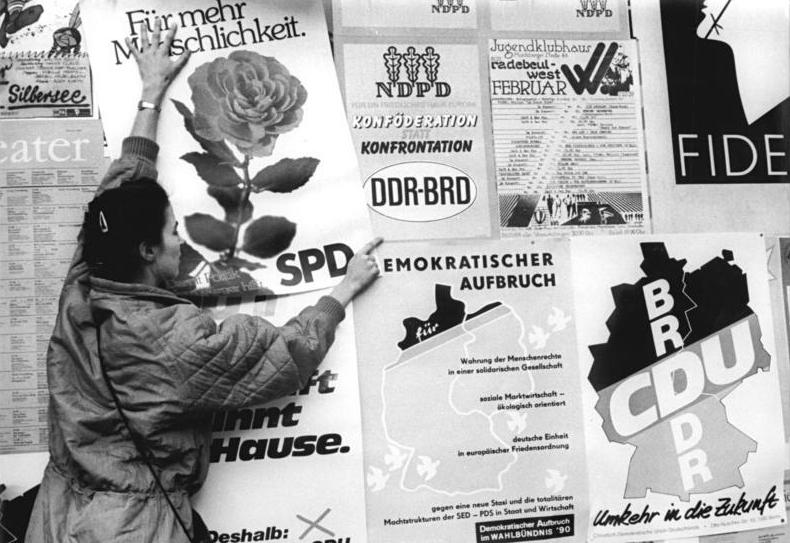
Volkskammerwahl 1990: Unterschiedliche Parteien konkurrieren um Wählerstimmen.

Die erste und einzige freie Wahl in der DDR fand am 18. März 1990 statt. Die Abgeordneten der Volkskammer wurden in freier, allgemeiner, gleicher, direkter und geheimer Wahl gewählt. Die Ausübung des Wählrechts beruhte auf der freien Entscheidung der Wählerin und des Wählers. Wahlvorschläge konnten von Parteien und anderen politischen Vereinigungen eingereicht werden, die dauernd oder für längere Zeit für die DDR auf die politische Willensbildung Einfluss nehmen und an der Vertretung der Bürger in der Volkskammer mitwirken wollten. Die Leitung der Wahlen oblag der eigens gebildeten Wahlkommission der DDR. Die 400 Sitze der Volkskammer wurden nach einem reinen Verhältniswahlrecht vergeben.
Die Volkskammer beschloss am 3. Oktober 1990, dass die neu gebildeten Länder der DDR der Bundesrepublik Deutschland beitreten sollten. Am 14. Oktober 1990 fanden die ersten freien Landtagswahlen in den neuen Ländern statt.
Die Wahl zum ersten gesamtdeutschen Bundestag (12. Deutscher Bundestag) fand am 2. Dezember 1990 statt.

## Bundesrepublik Deutschland

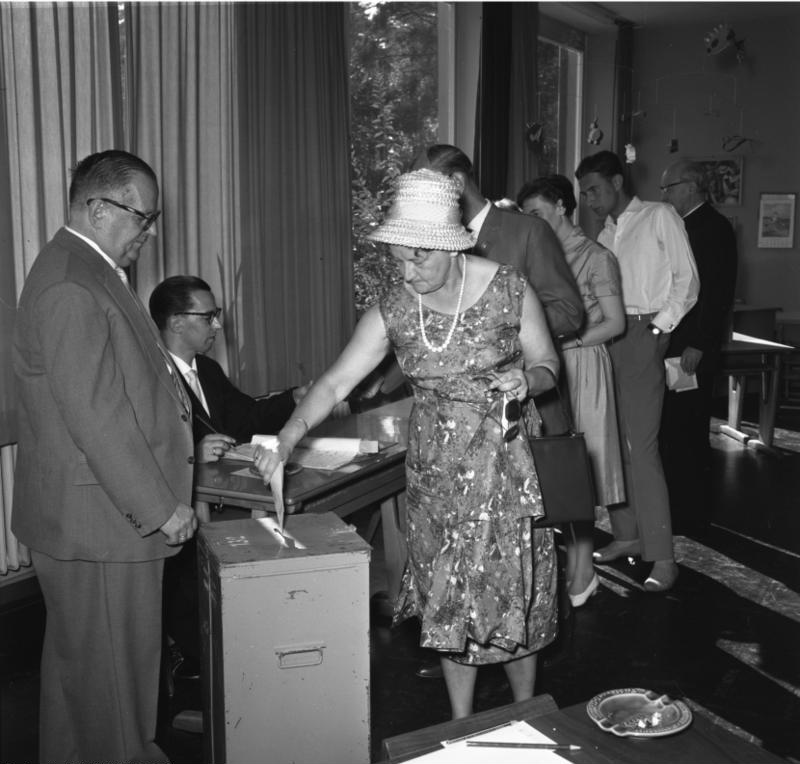
Bundestagswahl 1961

In den Westzonen waren, ähnlich wie im Osten, Landtags- und Gemeindewahlen die ersten Wahlen seit der nationalsozialistischen Diktatur. Eine Partei durfte sich (bis 1950) nur gründen, wenn sie die Erlaubnis der jeweiligen Besatzungsmacht erhalten hatte. Bei der ersten Bundestagswahl 1949 galt bereits das typisch gewordene System der personalisierten Verhältniswahl. Einzelheiten regelte das Wahlgesetz zum ersten Bundestag. Damals hatte der Wähler aber nur eine Stimme, die sowohl für einen Direktkandidaten im Wahlkreis als auch für eine Landesliste der Partei zählte. Eine Landesliste konnte nur dann Abgeordnete in den Bundestag entsenden, wenn sie im jeweiligen Bundesland mehr als fünf Prozent der Stimmen erhielt.
Alternativ kam die Landesliste auch dann zum Zuge, wenn die Partei mindestens ein Direktmandat im Land gewinnen konnte (sogenannte Grundmandatsklausel). Vor allem wurden gewonnene Direktmandate einer Partei für die Landesliste angerechnet; das heißt, dass die Einteilung des Wahlgebiets in Wahlkreise weniger bedeutend war und die Sitzverteilung einigermaßen die Stimmenanteile (der Zweitstimme, also der Landeslistenstimme) widerspiegelte. Wegen dieser Anrechnung der Direktmandate auf das Ergebnis der Listenwahl handelt sich um ein Verhältniswahlrecht, nicht etwa um ein gemischtes Wahlrecht von Mehrheits- und Verhältniswahl.
Die zweite Bundestagswahl 1953 sah eine bedeutende Änderung: Die Fünf-Prozent-Hürde und die Grundmandatsklausel wurde nun bundesweit angesetzt. Seit 1953 musste eine Partei mindestens drei Direktmandate errungen haben, um trotz Fünf-Prozent-Hürde im Bundestag vertreten zu sein.